# Kurt Maetzig
Kurt Maetzig (ur. 25 stycznia 1911 w Berlinie, zm. 8 sierpnia 2012 w Bollewick-Wildkuhl) – niemiecki reżyser.

## Życiorys
Reżyser i jeden z autorów scenariusza do filmu Milcząca gwiazda zrealizowanego w koprodukcji NRD i Polski na podstawie powieści Astronauci Stanisława Lema. Był jednym z najbardziej znanych reżyserów niemieckich. Miał znaczący wpływ na przemysł filmowy w NRD. Mieszkał w Bollewick-Wildkuhl w Meklemburgii.

## Wybrana filmografia
- 1947: Małżeństwo w mroku
- 1950: Rada bogów
- 1950: Bracia Benthin
- 1951: Rodzina Sonnenbrucków
- 1952: Małżeństwo aktorki
- 1957: Dziewczyna z domu poprawczego
- 1960: Milcząca gwiazda
- 1965: Królik doświadczalny to ja
- 1976: Człowiek przeciw człowiekowi